# 11. ceremonia wręczenia Satelitów
11. ceremonia rozdania nagród Satelitów odbyła się 18 grudnia 2006 roku w Grand Salon, Hotelu InterContinental w Los Angeles. Nominacje do tej nagrody zostały ogłoszone przez IPA miesiąc wcześniej.

## Laureaci i nominowani
Laureaci nagród wyróżnieni są wytłuszczeniem

### Produkcje filmowe

#### Najlepszy film dramatyczny
- Infiltracja
- Babel
- Sztandar chwały
- Szkolny chwyt
- Ostatni król Szkocji
- Małe dzieci
- Królowa

#### Najlepszy film komediowy lub musical
- Dreamgirls
- Diabeł ubiera się u Prady
- Mała miss
- Przypadek Harolda Cricka
- Dziękujemy za palenie
- Venus

#### Najlepsza aktorka w filmie dramatycznym
- Helen Mirren – Królowa
- Penélope Cruz – Volver
- Judi Dench – Notatki o skandalu
- Maggie Gyllenhaal – Sherry
- Gretchen Mol – Słynna Bettie Page
- Kate Winslet – Małe dzieci

#### Najlepsza aktorka w filmie komediowym lub musicalu
- Meryl Streep – Diabeł ubiera się u Prady
- Annette Bening – Biegając z nożyczkami
- Toni Collette – Mała miss
- Beyoncé Knowles – Dreamgirls
- Julie Walters – Nauka jazdy
- Jodie Whittaker – Venus

#### Najlepszy aktor w filmie dramatycznym
- Forest Whitaker – Ostatni król Szkocji
- Leonardo DiCaprio – Krwawy diament
- Ryan Gosling – Szkolny chwyt
- Joshua Jackson – Zorza polarna
- Derek Luke – Rozpalić ogień
- Patrick Wilson – Małe dzieci

#### Najlepszy aktor w filmie komediowym lub musicalu
- Joseph Cross – Biegając z nożyczkami
- Sacha Baron Cohen – Borat: Podpatrzone w Ameryce, aby Kazachstan rósł w siłę, a ludzie żyli dostatniej
- Aaron Eckhart – Dziękujemy za palenie
- Will Ferrell – Przypadek Harolda Cricka
- Peter O’Toole – Venus

#### Najlepsza aktorka drugoplanowa
- Jennifer Hudson – Dreamgirls
- Cate Blanchett – Notatki o skandalu
- Abigail Breslin – Mała miss
- Blythe Danner – Przyjaciele
- Rinko Kikuchi – Babel
- Lily Tomlin – Ostatnia audycja

#### Najlepszy aktor drugoplanowy
- Leonardo DiCaprio – Infiltracja
- Alan Arkin – Mała miss
- Adam Beach – Sztandar chwały
- Brad Pitt – Babel
- Donald Sutherland – Zorza polarna

#### Najlepszy reżyser
- Bill Condon – Dreamgirls i Clint Eastwood – Sztandar chwały
- Pedro Almodóvar – Volver
- Stephen Frears – Królowa
- Alejandro González Iñárritu – Babel
- Martin Scorsese – Infiltracja

#### Najlepszy scenariusz oryginalny
- Peter Morgan – Królowa
- Guillermo Arriaga, Alejandro González Iñárritu – Babel
- Pascal Bonitzer, Laurent Guyot, André Téchiné – Utracona miłość
- Luiz Carlos Barreto, Elena Soarez, Andrucha Waddington – Dom z piasku
- Pedro Almodóvar – Volver
- Paul Laverty – Wiatr buszujący w jęczmieniu

#### Najlepszy scenariusz adaptowany
- William Monahan – Infiltracja
- Bill Condon – Dreamgirls
- William Broyles Jr., Paul Haggis – Sztandar chwały
- Todd Field, Tom Perrotta – Małe dzieci
- Garrison Keillor – Ostatnia audycja
- Jason Reitman – Dziękujemy za palenie

#### Najlepszy film zagraniczny
- Volver
- Apocalypto
- Utracona miłość
- Życie na podsłuchu
- Syryjska narzeczona
- Water

#### Najlepszy film animowany lub produkcja wykorzystującalive action
- Labirynt fauna
- Auta
- Wpuszczony w kanał
- Happy Feet: Tupot małych stóp
- Epoka lodowcowa 2: Odwilż

#### Najlepsza muzyka
- Gustavo Santaolalla – Babel
- Nathan Johnson – Kto ją zabił?
- Hans Zimmer – Kod da Vinci
- Clint Eastwood – Sztandar chwały
- Gabriel Yared – Życie na podsłuchu
- Philip Glass – Notatki o skandalu

#### Najlepsza piosenka
- „You Know My Nam” z filmu Casino Royale
- „Listen” z filmu Dreamgirls
- „Love You I Do” z filmu Dreamgirls
- „Never Let Go” z filmu Patrol
- „Till the End of Time” z filmu Mała miss
- „Upside Down” z filmu Ciekawski George

#### Najlepsze zdjęcia
- Tom Stern – Sztandar chwały
- Vilmos Zsigmond – Czarna Dalia
- Xiaoding Zhao – Cesarzowa
- Philippe Le Sourd – Dobry rok
- Ricardo Della Rosa – Dom z piasku
- Dante Spinotti – X-Men: Ostatni bastion
- Matthew Libatique – Źródło

#### Najlepszy montaż
- Mark Helfrich, Mark Goldblatt, Julia Wong – X-Men: Ostatni bastion
- Stephen Mirrione, Douglas Crise – Babel
- Virginia Katz – Dreamgirls
- William Goldenberg – Miami Vice
- Joel Cox – Sztandar chwały

#### Najlepsza scenografia
- Henry Bumstead, Richard C. Goddard, Jack Taylor Jr. – Sztandar chwały
- John Myhre, Tomas Voth, Nancy Haigh – Dreamgirls
- Eugenio Caballero – Labirynt fauna
- K.K. Barrett – Maria Antonina
- Owen Paterson, Marco Bittner Rosser, Sarah Horton, Sebastian T. Krawinkel, Stephan O. Gessler – V jak vendetta

#### Najlepsze kostiumy
- Patricia Field – Diabeł ubiera się u Prady
- Chung Man Yee – Cesarzowa
- Jenny Beavan – Czarna Dalia
- Sharen Davis – Dreamgirls
- Milena Canonero – Maria Antonina

#### Najlepsze efekty specjalne
- John Knoll, Hal T. Hickel – Piraci z Karaibów: Skrzynia umarlaka
- Kevin Ahern – Kod da Vinci
- Everett Burrell, Edward Irastorza – Labirynt fauna
- Michael Owens, Matthew E. Butler, Bryan Grill, Steve Riley – Sztandar chwały
- Dan Glass – V jak vendetta
- John Bruno – X-Men: Ostatni bastion
- Jeremy Dawson, Dan Schrecker – Źródło

#### Najlepszy dźwięk
- Willie D. Burton, Michael Minkler, Bob Beemer, Richard E. Yawn – Dreamgirls
- José Antonio García, Jon Taylor, Christian P. Minkler, Martín Hernández – Babel
- Anthony J. Ciccolini III, Kevin O’Connell, Greg P. Russell – Kod da Vinci
- Alan Robert Murray, Bub Asman, Walt Martin, John T. Reitz, David E. Campbell, Gregg Rudloff – Sztandar chwały
- Steve Maslow, Doug Hemphill, John A. Larsen, Rick Klein – X-Men: Ostatni bastion

#### Najlepszy film dokumentalny
- Deliver Us from Evil
- Niewygodna prawda
- Jonestown: The Life and Death of Peoples Temple
- Leonard Cohen: I’m Your Man
- Ameryka kontra John Lennon
- The War Tapes

### Produkcje telewizyjne

#### Najlepszy serial dramatyczny
- Dr House, FOX
- 24 godziny, FOX
- Dexter, Showtime
- Herosi, NBC
- Wołanie o pomoc, FX
- Prawo ulicy, HBO

#### Najlepszy serial komediowy
- Brzydula Betty, ABC
- The Colbert Report, Comedy Central
- Ekipa, HBO
- Wszyscy nienawidzą Chrisa, The CW
- Biuro, NBC

#### Najlepszy miniserial
- Na koniec świata
- Samotnia
- Casanova
- Elżbieta I
- Złodziej

#### Najlepszy film telewizyjny
- Drobnostka zwana morderstwem
- Gideon’s Daughter
- High School Musical
- In from the Night
- Pani Harris

#### Najlepsza aktorka w serialu dramatycznym
- Kyra Sedgwick – Podkomisarz Brenda Johnson
- Kristen Bell – Weronika Mars
- Emily Deschanel – Kości
- Sarah Paulson – Studio 60
- Amanda Peet – Studio 60
- Jeanne Tripplehorn – Trzy na jednego

#### Najlepszy aktor w serialu dramatycznym
- Hugh Laurie – Dr House
- Michael C. Hall – Dexter
- Denis Leary – Wołanie o pomoc
- Bill Paxton – Trzy na jednego
- Matthew Perry – Studio 60
- Bradley Whitford – Studio 60

#### Najlepsza aktorka w serialu komediowym
- Marcia Cross – Gotowe na wszystko
- America Ferrera – Brzydula Betty
- Laura Kightlinger – The Minor Accomplishments of Jackie Woodman
- Lisa Kudrow – Wielki powrót
- Julia Louis-Dreyfus – Nowe przygody starej Christine
- Mary-Louise Parker – Trawka

#### Najlepszy aktor w serialu komediowym
- James Spader – Orły z Bostonu
- Stephen Colbert – The Colbert Report
- Steve Carell – Biuro
- Ted Danson – Terapia grupowa
- Jason Lee – Na imię mi Earl
- James Roday – Świry

#### Najlepsza aktorka w miniserialu lub filmie telewizyjnym
- Judy Davis – Drobnostka zwana morderstwem
- Gillian Anderson – Samotnia
- Annette Bening – Pani Harris
- Helen Mirren – Elżbieta I
- Miranda Richardson – Gideon’s Daughter

#### Najlepszy aktor w miniserialu lub filmie telewizyjnym
- Bill Nighy – Gideon’s Daughter
- Andre Braugher – Złodziej
- Charles Dance – Samotnia
- Hugh Dancy – Elżbieta I
- Ben Kingsley – Pani Harris

#### Najlepsza aktorka drugoplanowa w serialu, miniserialu lub filmie telewizyjnym
- Julie Benz – Dexter
- Vanessa Williams – Brzydula Betty
- Elizabeth Perkins – Trawka
- Jean Smart – 24 godziny
- Fionnula Flanagan – Braterstwo
- Laurie Metcalf – Gotowe na wszystko

#### Najlepszy aktor drugoplanowy w serialu, miniserialu lub filmie telewizyjnym
- Tony Plana – Brzydula Betty
- Philip Baker Hall – The Loop
- Michael Emerson – Zagubieni
- Robert Knepper – Skazany na śmierć
- Jeremy Piven – Ekipa
- Forest Whitaker – The Shield: Świat glin

### Nagrody okolicznościowe
- Nagroda Mary Pickford za wkład w przemysł rozrywkowy: Martin Landau
- Nagroda im. Nikoli Tesli za wkład rozwój techniczny przemysłu filmowego: Richard Donner
- Nagroda autorów: Robert Altman
- Najlepsza obsada w serialu: Chirurdzy
- Najlepsza obsada filmowa: Infiltracja
- Najlepsze wydanie DVD: kolekcja Superman
- Najlepsze wydanie DVD klasyka kina: Konformista